# Пакистан на Светском првенству у атлетици на отвореном 2022.
Пакистан је учествовао на 18. Светском првенству у атлетици на отвореном 2022. одржаном у Јуџину  од 15. до 25. јула шеснаести пут. Репрезентацију Пакистана је представљао један атлетичар који се такмичио у бацању копља ,.
На овом првенству представник Пакистана није освојио медаљу али је 2 пута остварио најбољи резултат сезоне.
У табели успешности према броју и пласману такмичара који су учествовали у финалним такмичењима (првих 8 такмичара) Пакистан је са 1 учесником у финалу делио 60. место са 4 бода.
| Пл.  | Земља    | 1. место | 2. место | 3. место | 4. место | 5. место | 6. место | 7. место | 8. место | Бр. фин. | Бод. |
| ---- | -------- | -------- | -------- | -------- | -------- | -------- | -------- | -------- | -------- | -------- | ---- |
| =60. | Пакистан | 0        | 0        | 0        | 0        | 1        | 0        | 0        | 0        | 1        | 4    |

## Учесници
Мушкарци:
- Аршад Надим — Бацање копља

## Резултати

### Мушкарци
| Атлетичар   | Дисциплина   | Лични рекорд | Квалификације | Квалификације | Полуфинале | Полуфинале | Финале    | Финале      | Детаљи |
| Атлетичар   | Дисциплина   | Лични рекорд | Резултат      | Место         | Резултат   | Место      | Резултат  | Место       | Детаљи |
| ----------- | ------------ | ------------ | ------------- | ------------- | ---------- | ---------- | --------- | ----------- | ------ |
| Аршад Надим | Бацање копља | 86,38 НР     | 81,71 кв, ЛРС | 4. у гр. Б    |            |            | 86,16 ЛРС | 5 / 27 (28) |        |